# 普瓦捷国立高等工程师学校

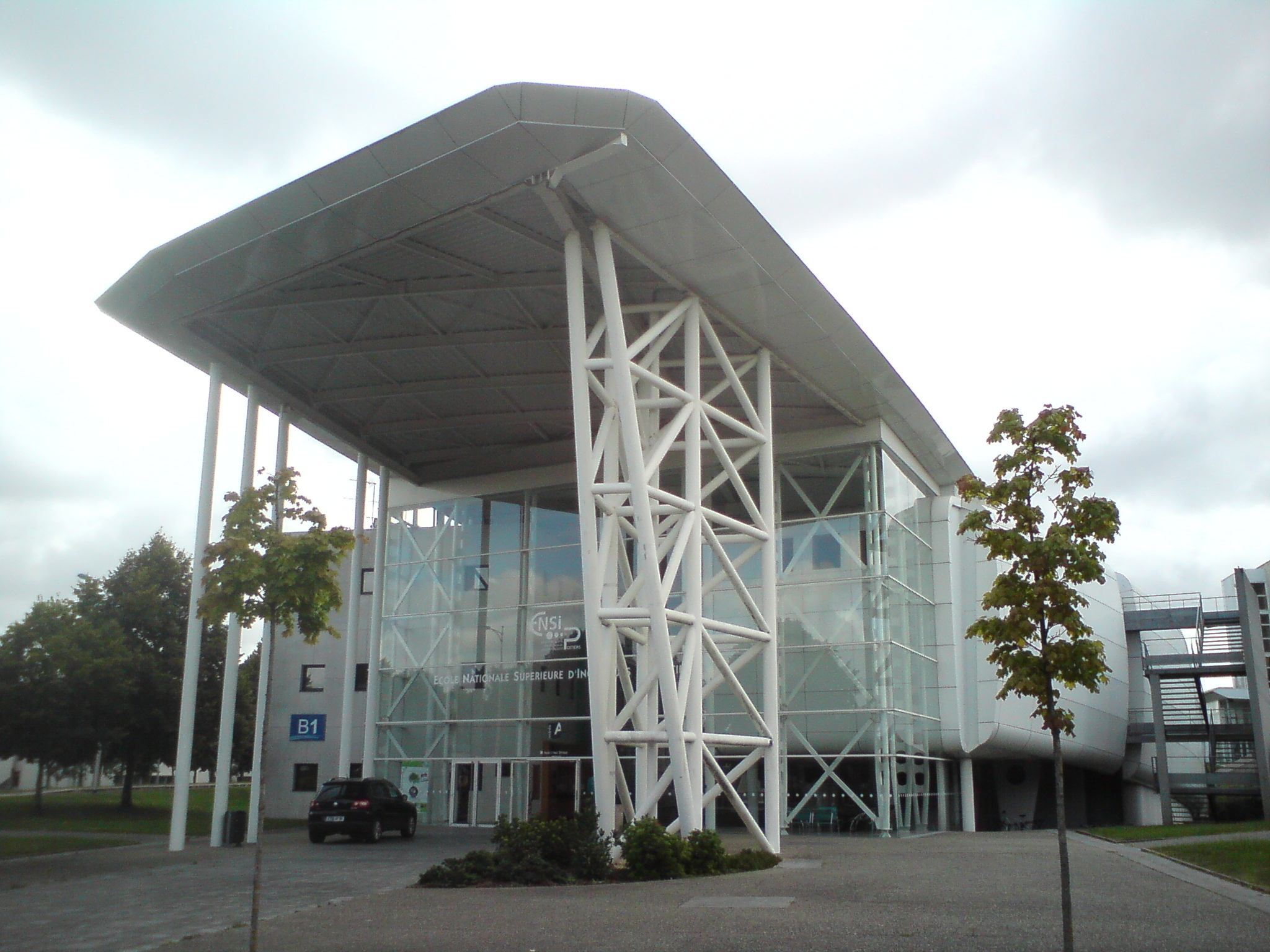
空间

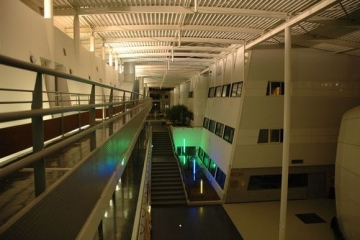
内

普瓦捷国立高等工程师学校 （法語：École nationale supérieure d'ingénieurs de Poitiers（ENSIP）） 是法国普瓦捷大学下属的一所高等工程师学校，旨在培养在环境保护方面的相关人才。

## 介绍
普瓦捷高等工程师学校是普瓦捷大学下属的一所高等工程师学校，创建于1984年，致力于培养在环境保护工程领域的工程师. 作为普瓦捷大学下属学院中历史最悠久的院系之一，普瓦捷高级工程师学校（ESIP）自70年代初普瓦捷大学建立各分支专业学院后，ESIP学院便成为面向世界工业范围的众多高等专业学院中的佼佼者之一。
学院的职责在于培养高水平，具备坚实的科学技术文化涵养人才。学生完成学业后，颁发授予工程师及硕士学位（bac+5）两项文凭。从ESIP毕业的学生不仅能够快速地融入地区、国家和国际经济体系，还能够沉着地面对并适应全球工业界中各种突如其来的变化，具备更多的工作经验和国际竞争能力。学校于2010年正式命名为普瓦捷国立高等工程师学校ENSIP。
学校校长分别由Michel Blanchard， Marcel Doré， Jean-Hugues Thomassin, Bernard Legube, Jean-Yves Chenebault连任。

## 教学
自2009年起，学校推出两个工程师文凭，共六个专业方向：
- 水处理和土木工程领域 [2]
  - 环境水处理
  - 土木工程
- 能源领域[3]
  - 工业能源
  - 照明，声学，热力
  - 电能控制
  - 环境和运输。

## 研究机构
现有三个实验室：
- 普瓦捷化学物质材料研究所
- 计算机中心和自动控制系统实验室
- 材料，机械，能源实验室。